# Biserica Sfântul Iacob din Tequixquiac
Biserica Sfântul Iacob este o biserică din municipiul Tequixquiac, Mexic, care a fost construită de franciscani începând cu 1590. Pictura interioară a fost realizată în stil baroc.
Imobilul a fost catalogat de Institutul Național de Antropologie și Istorie ca monument istoric, sub nr. 150950010001.

## Imagini